# Pește pescar american
Peștele pescar american sau peștele undițar american, dracul de mare american (Lophius americanus) este un pește din familia Lophiidae a cărui carne este foarte apreciată. Este dotat cu un fel de undiță cu care atrage prada. Peștele-undițar comun trăiește în adâncurile apelor marine de pe coasta Atlanticului de Nord și poate atinge peste un metru și jumătate în lungime. Are o gură foarte mare și un stomac ce îi permite să înghită un pește de mărimea sa.Masculul este mult mai mic decât femela.
Este considerat cel mai bun pescar de pe mare.